# Patch clamp
Técnica de fijación en parche de membrana (en inglés patch clamp) 
En electrofisiología la fijación de membranas es una técnica de laboratorio que permite el estudio individual o múltiple de canales iónicos. Esta técnica puede ser aplicada en una amplia variedad de células, pero es especialmente útil en el estudio de células excitables como las neuronas, cardiomiocitos, fibras musculares y células beta. También puede ser aplicada al estudio de los canales iónicos en las bacterias principalmente en esferoplastos gigantes preparados. La fijación de membranas es una mejora de la abrazadera de voltaje, desarrollada por Erwin Neher y Bert Sakmann a finales de los 70 y comienzos de los 80. Este descubrimiento registró las corrientes de un canal iónico por primera vez, demostrando su participación en procesos fundamentales de la célula como la generación y conducción del potencial de acción. Neher y Sakmann recibieron el Premio Nobel en Fisiología o Medicina en 1991 gracias a este trabajo.

## Técnica básica
La grabación en la fijación de membrana usa una micropipeta como electrodo que tiene una punta abierta de cerca de 1 micrómetro (μm) de diámetro, un tamaño que encierra un área superficial que a menudo contiene uno o pocos canales iónicos moleculares. Este tipo de electrodo es diferente del Sharp microelectrode utilizado para implantar células en registros intracelulares tradicionales donde es sellado en la superficie de la membrana celular, en lugar de insertarlas. En algunos experimentos la punta de la micropipeta es calentada en una micro forja para producir una superficie suave que ayuda a formar un sello de alta resistencia con la membrana. El interior de la pipeta es llenado con la solución correspondiente a la composición iónica de la solución de baño, como en el caso de la grabación conectada por células o el citoplasma de todas las células. Un alambre de cloruro de plata es puesto en contacto con esta solución y conduce la corriente eléctrica al amplificador. El investigador puede cambiar la composición de la solución o adicionar medicinas para estudiar los canales iónicos bajo diferentes condiciones. La micropipeta presiona otra vez la membrana celular para ayudar a la formación de un sello de alta resistencia entre el vidrio y la membrana (un gigasello ya que la resistencia eléctrica es mayor a la de un sello gigaohm). La gran resistencia de este sello hace posible aislar eléctricamente las corrientes moderadas a través de la fijación de membrana con la incursión de poco ruido, de esta forma brinda una estabilidad mecánica a la grabación. A diferencia de la grabación tradicional de la abrazadera de voltaje con dos electrodos, la fijación de membranas usa un solo electrodo para registrar corrientes. Muchos amplificadores de la fijación de membranas no utilizan un verdadero circuito de abrazadera de voltaje sino amplificadores diferenciales que utilizan un electrodo para establecer el nivel cero de corriente. Esto permite al investigador mantener un voltaje constante mientras se observa cambios en la corriente. Alternativamente puede ser sujetada completamente manteniendo la energía constante mientras se observan cambios en el voltaje de la membrana. 

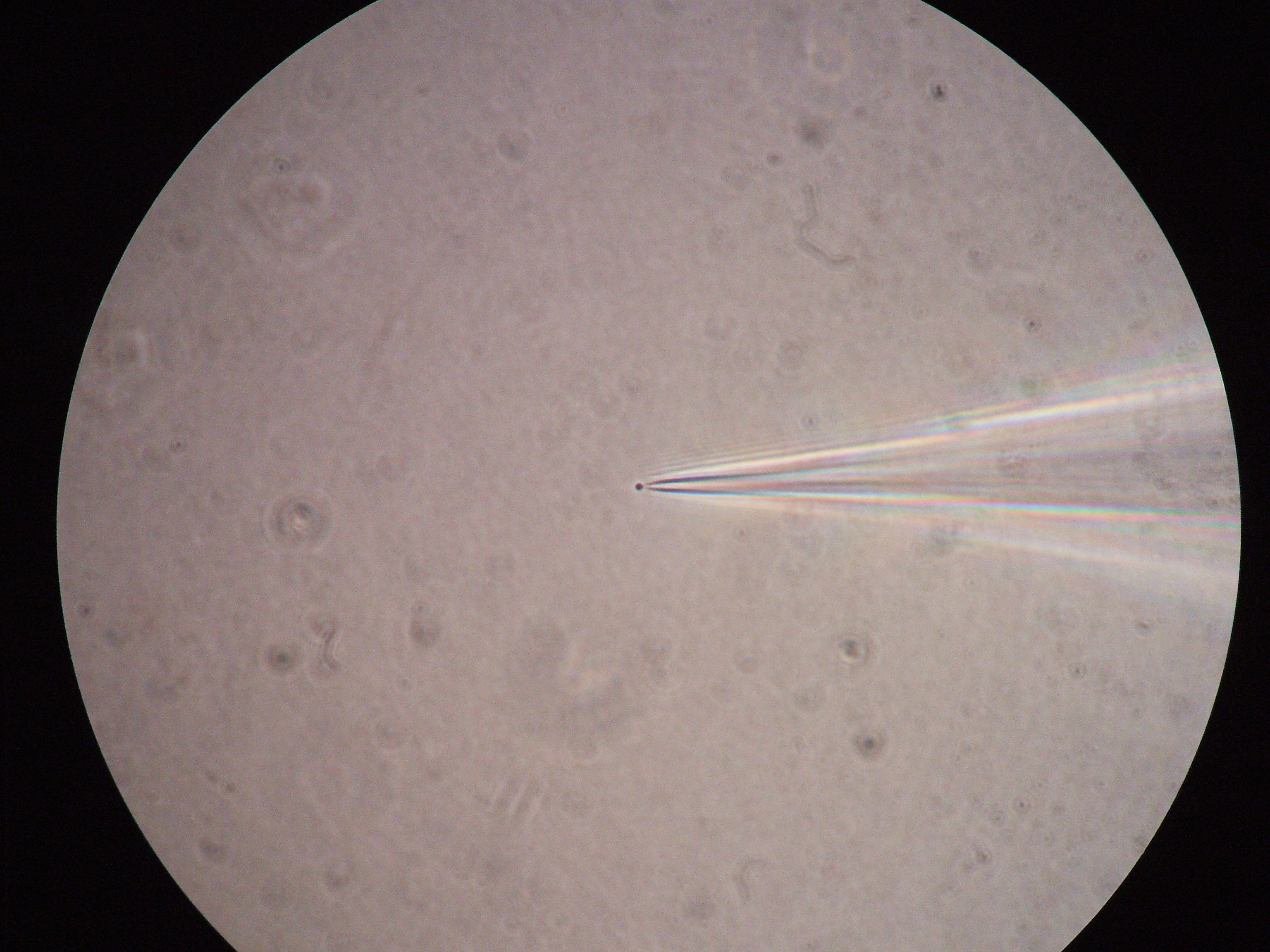
Un esferoplasto arreglado con una pipeta de cristal

## Variaciones
Algunas variaciones pueden ser aplicadas dependiendo de lo que el investigador quiera estudiar, las técnicas “inside-out” y “ outside-out” se llaman técnicas de membrana escindida, ya que permiten el registro de la actividad eléctrica de canales iónicos presentes solamente en una porción de membrana (y no en toda la superficie de la célula). Las técnicas de agrupación de células y membrana extirpada son usadas para estudiar el comportamiento de canales iónicos individuales en la sección de la membrana unida al electrodo. 
El “whole-cell patch” y el parche perforado permite al investigador estudiar el comportamiento eléctrico de toda la célula, en lugar de corrientes en un solo canal. El “whole-cell patch” permite acceso al interior de la célula por medio de una resistencia eléctrica baja, actualmente esta técnica ha sustituido en gran medida técnicas de grabación con electrodos de alta resistencia para registrar corrientes a través de toda la membrana celular.
Técnica de agrupación de células
En esta técnica el electrodo es sellado a un trozo de membrana y la célula permanece intacta. Esto permite la grabación de las corrientes a través de un solo canal iónico en esa parte específica de la membrana, sin perturbar el interior de la célula. Para los canales que están modulados por receptores metatrópicos, el neurotransmisor o droga en estudio es usualmente incluido dentro de la solución en la pipeta, donde puede hacer contacto con lo que había sido la superficie externa de la membrana. Mientras la actividad resultante del canal puede atribuirse a la droga usada, usualmente no es posible cambiar la concentración de la droga. Así la técnica se limita a un punto en la curva de respuesta de dosis por cada parte. Habitualmente la reacción de la dosis se lleva a cabo usando varias células y membranas. De todas formas el “voltage-gated ion channels” puede ser sujetados en diferentes potenciales de membrana usando la mismo lugar, lo que causa la activación del canal y completa la curva I – v (corriente-voltaje) puede ser estabilizada con una sola fijación de membrana.

## “Inside-out patch”
Después de la formación del gigasello, la micropipeta es rápidamente retirada de la célula, de esta forma rasgado el parche de la membrana celular, el parche queda unido a la micro pipeta, de esta forma la superficie intracelular de la membrana queda expuesta al medio externo. Esto es muy útil para el investigador cuando desea manipular el medio ambiente en la superficie intracelular de los canales iónicos. Por ejemplo los canales que se activan por ligamentos intracelulares pueden ser estudiados a través de un rango de concentraciones de ligandos.

## “whole-cell patch-clamp”

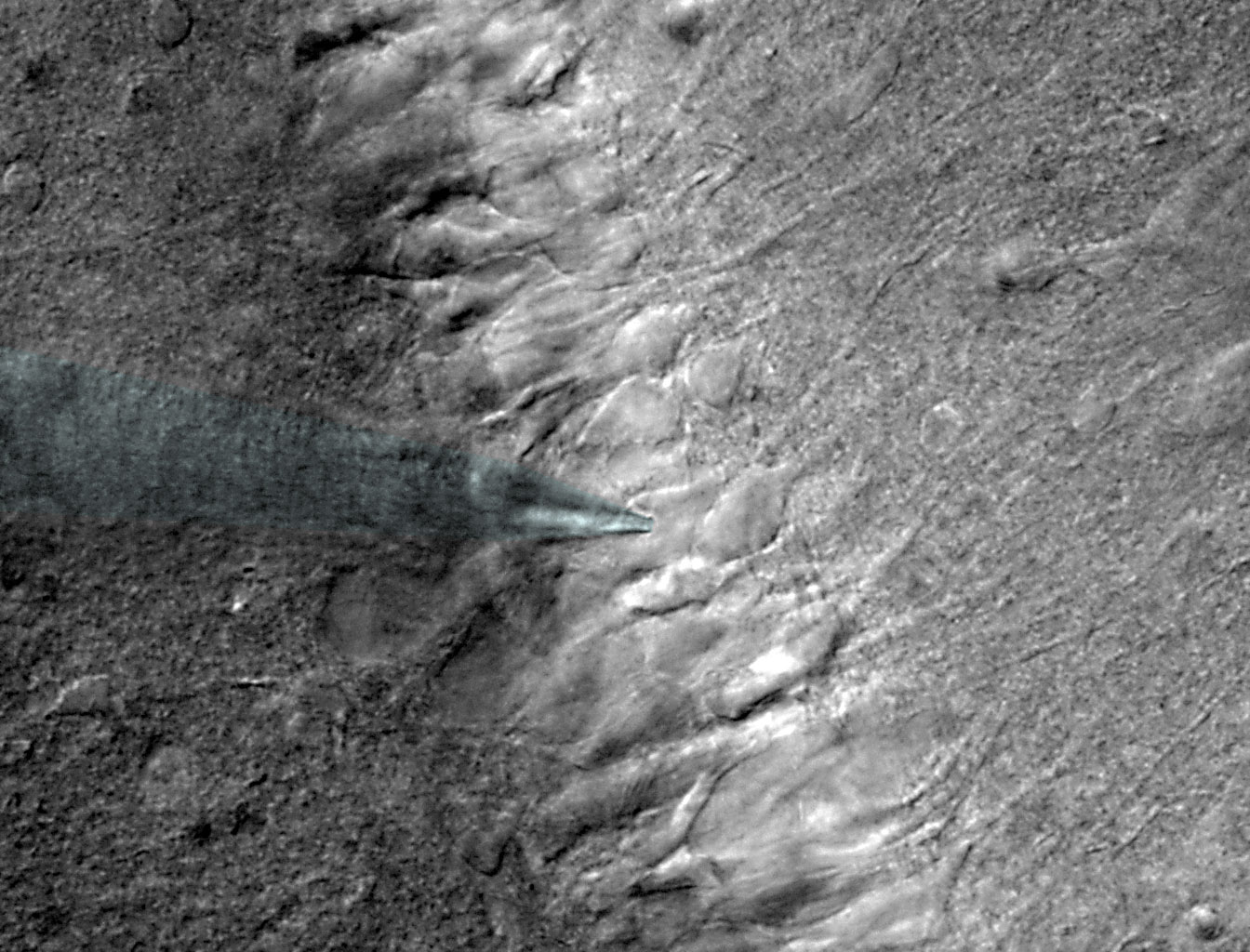
Grabación de una célula entera de una neurona del Hipocampo. La pipeta en la fotografía ha sido marcada con un color leve azul.

En contraste el “whole-cell patch-clamp” permite realizar registros de las corrientes de iones que pasan a través de todos los canales que se expresan en la membrana celular, de manera simultánea. El electrodo se deja en el lugar de la célula, pero se aplica más succión para romper la membrana, produciendo así un acceso al espacio intracelular. La ventaja del “whole-cell patch-clamp” sobre la grabación con micro electrodo de punta (puntudo), es que la apertura más grande de la pico en la fijación de membrana provee menor resistencia y en consecuencia mayor acceso eléctrico al interior de la célula. Una desventaja de esta técnica es que el volumen del electrodo es mayor que el de la célula, de este modo el contenido al interior de la célula es lentamente remplazado por el que está en el electrodo, esto se conoce como la dialices del contenido. Debido a esto cualquier propiedad de la célula que dependa del contenido intercelular se altera. Usualmente la solución utilizada en la pipeta se aproxima a un contenido con mucho potasio como en el interior celular. Generalmente el comienzo del “whole-cell patch” tarda aproximadamente 10 minutos, en este espacio es posible hacer mediciones antes de comenzar la diálisis.

## “Outside-out patch”
Después de formado el “whole-cell patch”, el electrodo puede ser lentamente retirado de la célula, permitiendo a un bulbo de la membrana “bleb out” de la célula. Cuando el electrodo está halado lo suficiente, esta “bleb” se separa de la célula y se reforma como una membrana convexa en el final del electrodo (como una pelota abierta en la punta del electrodo), con la parte exterior de la membrana hacia el exterior del electrodo, de esta manera si el “bleb” de la membrana es lo suficientemente pequeñas posible realizar grabaciones de un solo canal. “Outside-out patch” brinda al investigador la oportunidad de estudiar las propiedades de un canal iónico cuando se aísle de la célula y se expone a diferentes soluciones en la superficie extracelular de la membrana. Esta es la ventaja distintiva que tiene el “Outside-out patch” frente al “whole-cell patch”. Sin embargo es más difícil de realizar ya que conlleva más pasos en su elaboración.

## Fijación de membrana en parche perforado
En esta variación del “whole-cell patch “el investigador comienza desde el la creación del gigohm, pero no usa succión para romper el “pedazo” de la membrana. En este método el electrodo contiene una concentración menor de la solución de un agente antibiótico o antifúngico como el anfotericina beta, nistatina, la gramicidina. Como las moléculas de antibiótico se difunden dentro de la membrana fijada en pequeñas perforaciones, proveen acceso eléctrico al interior de la célula. Este método tiene la ventaja de reducir la diálisis de la célula que ocurre en el “whole-cell patch” , pero también tiene varias desventajas. En primer lugar la resistencia la acceso es alta en relación con el “whole-cell patch”, debido a que la membrana parcial ocupa la punta del electrodo (la resistencia al acceso resulta siendo la suma de la resistencia del electrodo y la resistencia a la unión electrodo-célula).Esto disminuiría el acceso eléctrico y en consecuencia la proporción de corriente, además se incrementa el ruido en la grabación y se magnifica cualquier serie de error de resistencia. Segundo puede tomar una significante cantidad de tiempo para que el antibiótico perfore la membrana (10-30 minutos, pero puede ser reducido situando los electrodos en la forma correcta). Tercero la membrana debajo de la punta del electrodo es debilitada debido a las perforaciones formadas por el antibiótico y puede romperse. Si el “pedazo” de membrana se rompe la grabación cambia a toda la célula y el antibiótico contamina el interior de la célula.

## Parche suelto
La fijación suelta de membrana se diferencia ya que usa un sello suelto en lugar de un gigasello hermético usando en la técnica convencional .Una ventaja del sello suelto es que la pipeta que se usa puede ser movida repetitivamente de la membrana luego de la grabación y aun así la membrana permanecerá intacta. Este método permite repetir mediciones en varios lugares de la célula sin destruir la integridad de la membrana. Por otro lado un gran desventaja es que la resistencia entre la pipeta y la membrana es reducida grandemente, permitiendo a la corriente filtrase a través del sello. Este filtrado puede ser corregido, pero de todos modos este método ofrece la oportunidad de comparar y constatar grabaciones hechas desde diferentes áreas en la célula de interés.